# 卡門卡

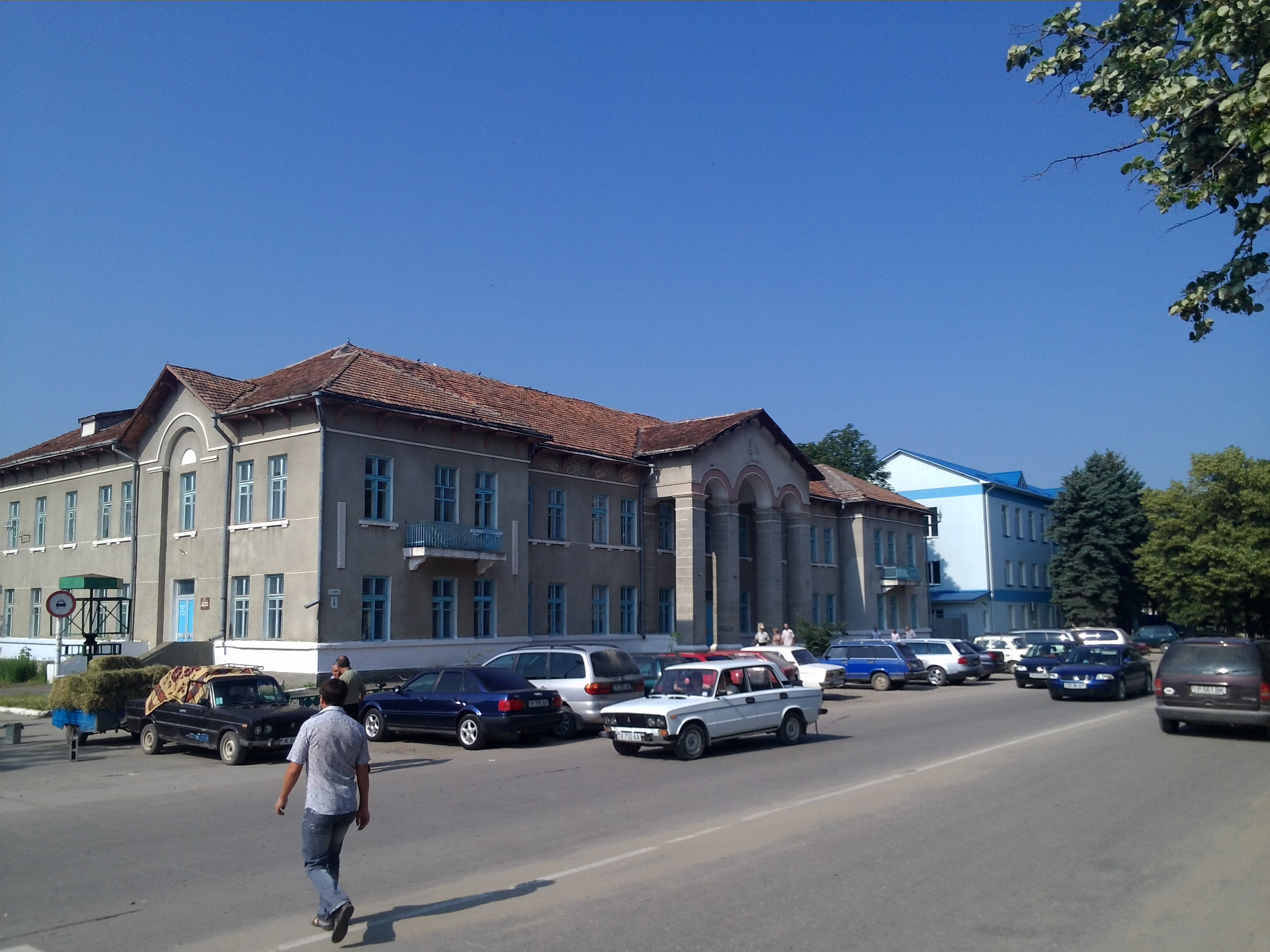
卡门卡

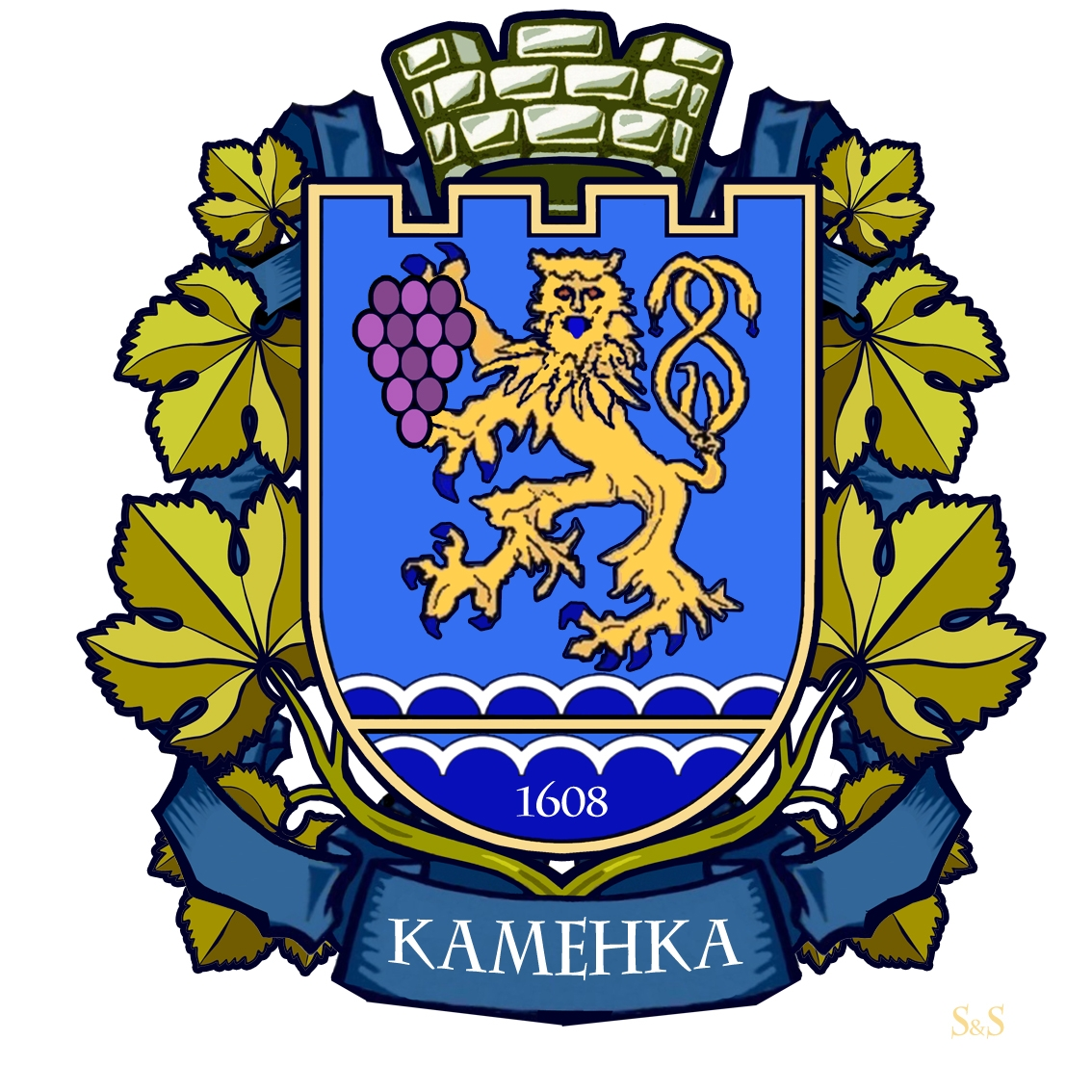
徽章

卡門卡是摩爾多瓦的一个城镇，目前被“德涅斯特河沿岸摩爾達維亞共和國”實際占領，該政權沿用卡门卡区的行政區劃，此城鎮為区治。主要經濟活動是農業和旅遊業，海拔高度47米。2010年，人口9543。

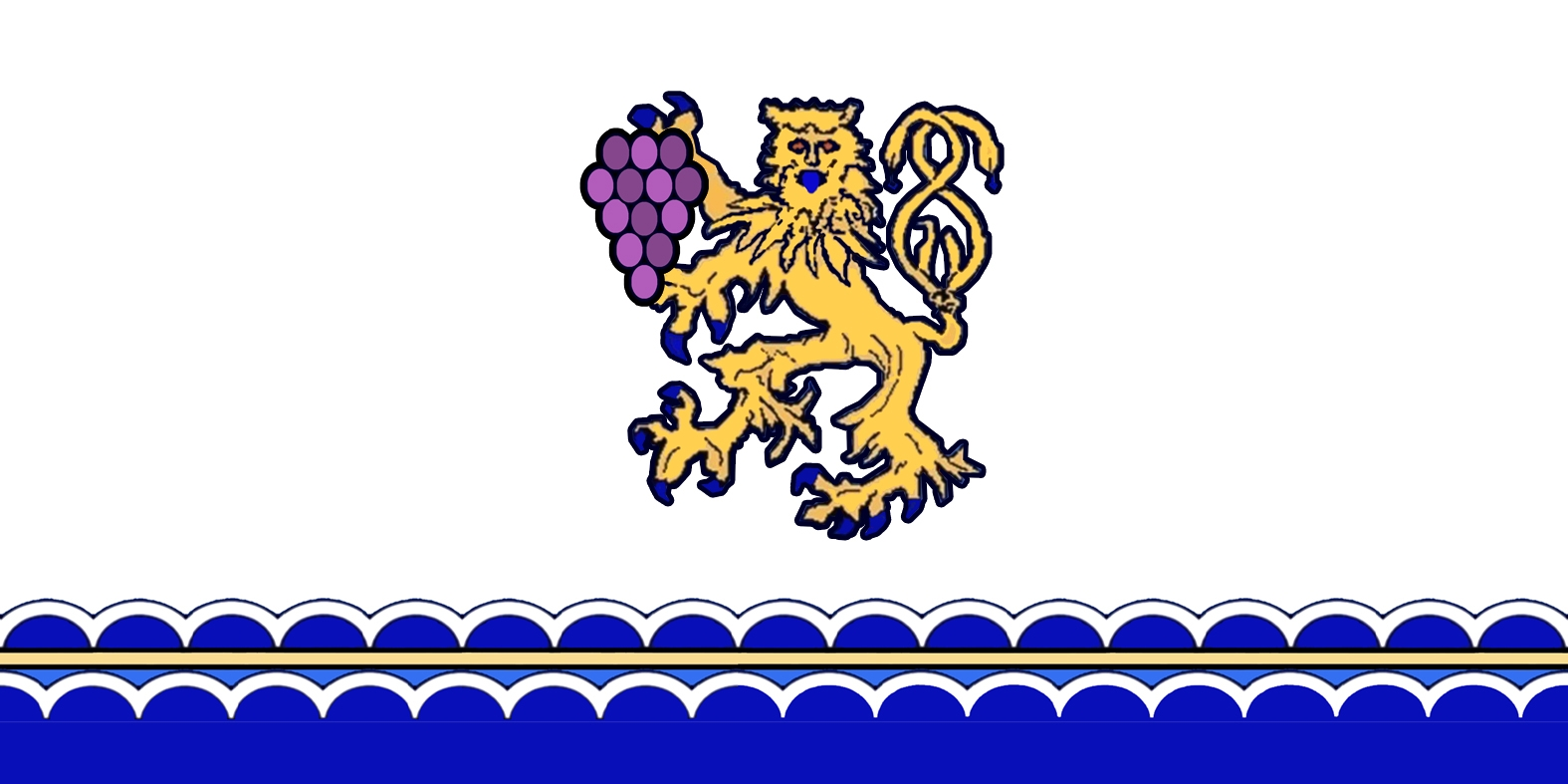
市旗

## 外部連結
- Eco-tourism in Eastern Europe, Camenca
- （波兰語） Kamionka (Camenca) in the Geographical Dictionary of the Kingdom of Poland (1882)
- Kamenka info, photos （页面存档备份，存于）
- Map （页面存档备份，存于）